# Яхот, Овший Овшиевич
Овший Овшиевич Яхот (англ. Yehoshua Yakhot, Jehoshua Yakhot, Ovshy Yakhot — Иегошуа Яхот; 2 марта 1919, Ярышев, Могилёвский уезд, Подольская губерния — 21 декабря 2003, Тель-Авив, Израиль) — советский и израильский философ, специалист в области общетеоретических вопросов философии, философских проблем социальной статистики и истории философии в СССР.

## Биография
В 1943 году окончил философский факультет МГУ; в 1947 году — аспирантуру при МГПИ с защитой диссертации «Теория познания И. М. Сеченова».
Доктор философских наук (1965, диссертация «Философские проблемы статистики и их значение для анализа общественных явлений»), профессор (с 1966).
Преподавал в Московском финансовом институте с 1947 года.
В 1975 году репатриировался в Израиль.

## Основные труды
- Законы природы и общества. / О. О. Яхот. — М.: Московский рабочий, 1960. — 68 с.
- Что такое истина / О. О. Яхот. — 2-е доп. изд. — М.: Госполитиздат, 1960. — 78 с.
- Материя и сознание. М., 1961;
- Отрицание и преемственность в историческом развитии. // «Вопросы философии» 1961. № 3;
- Популярные беседы по диалектическому материализму. / О. О. Яхот. — М.: Соцэкгиз, 1962. — 263 с.
- Целесообразность, всемогущий бог и законы природы./ О. О. Яхот. — М.: Госполитиздат, 1962. — 79 с.
- А. Кетле и некоторые вопросы детерминизма. — Учёные записки по статистике. 1964. Т. 8;
- Закон больших чисел и социальная статистика // «Вопросы философии» 1965. № 12;
- Ovshy Yakhot. Philosophy of the new world. — Novosti Press Agency Publishing House: Moscow, 1966
- Статистика в социологическом исследовании. — М.: Знание, 1966. — 48 с.
- Очерк марксистской философии. / О. О. Яхот. — М.: Политиздат, 1968. — 255 с.
- Ovshy Yakhot. Materialist view on reality. — Novosti Press Agency Publishing House: Moscow, 1968
- Статистическая закономерность в социологическом анализе. — М.: Знание, 1969. — 48 с.
- Подавление философии в СССР (20-30 гг.). — Chalidze Publications, New York, 1981 (переопубликована в журнале Вопросы философии. 1991. № 9. С. 44-68; № 10. С. 72-138; № 11. С. 72-115.). См.: На сайте ИИЕТ РАН; В ж-ле «Скепсис», на сайте РГИУ (недоступная ссылка)  (недоступная ссылка с 16-05-2013 [4329 дней]) (Zip-файл)
- Со Спинозой в башке и с наганом — в руке  (недоступная ссылка с 16-05-2013 [4329 дней] — история)
- Jews in Soviet Philosophy — in: Jews in Soviet culture. Ed. Jack Miller, Transaction Publ., 1983. — 340 p. ISBN 0-87855-495-5
- The Marxian Notion of 'Ideology'
- The Theory of Relativity and Soviet Philosophy. Crossroads [Israel Research Institut of Contamporary Society] Autumn, 1978. pp. 92-118.